# Nikołaj Uszakow
Nikołaj Grigorjewicz Uszakow (ros. Николай Григорьевич Ушаков, ur. 4 lipca?/17 lipca 1902 w Kuźniecku, zm. 9 sierpnia 1968 w Moskwie) – radziecki wojskowy, generał major artylerii, Bohater Związku Radzieckiego (1945).

## Życiorys
Skończył 7 klas, od 1919 służył w Armii Czerwonej, uczestniczył w wojnie domowej, w 1923 ukończył szkołę artylerii w Tomsku, w 1931 szkołę piechoty, a w 1933 kursy doskonalenia kadry dowódczej. 
Od 1 września 1942 walczył z Niemcami, kolejno na Froncie Stalingradzkim, Dońskim, Centralnym, Białoruskim i 1 Białoruskim jako dowódca pułku artyleryjskiego i dowódcy brygady, brał udział w bitwie pod Stalingradem, pod Kurskiem, wyzwoleniu prawobrzeżnej Ukrainy i Białorusi oraz w operacji wiślańsko-odrzańskiej, m.in. w walkach na odcinku Rudki-Szlachecki Las k. Zwolenia (14 stycznia 1945), opanowywaniu Kalisza (23 stycznia 1943) i w rejonie Frankfurtu nad Odrą (2 lutego 1945) jako dowódca 35 Brygady 1 Frontu Białoruskiego w stopniu pułkownika. 
W 1954 ukończył kursy przy Wyższej Oficerskiej Szkole Artylerii, w 1962 zakończył służbę.

## Odznaczenia
- Złota Gwiazda Bohatera Związku Radzieckiego (31 maja 1945)
- Order Lenina (dwukrotnie)
- Order Czerwonego Sztandaru (czterokrotnie, m.in. 16 marca 1943 i 24 lipca 1943)
- Order Suworowa II klasy (18 listopada 1944)
- Order Kutuzowa II klasy (23 sierpnia 1944)
- Order Czerwonej Gwiazdy
- Medal „Za zasługi bojowe” (3 listopada 1944)
- Order Virtuti Militari (Polska Ludowa)

I inne.